# Spiromoelleria kachemakensis
Spiromoelleria kachemakensis är en snäckart som beskrevs av Baxter och J. H. McLean 1984. Spiromoelleria kachemakensis ingår i släktet Spiromoelleria och familjen turbinsnäckor. Inga underarter finns listade i Catalogue of Life.